# Messa di gloria
Giacomo Puccini's Messa of Messa a quattro voci (tegenwoordig vooral bekend onder de naam Messa di Gloria) is een mis gecomponeerd voor orkest en koor (SATB) met tenor- en baritonsolisten. Het meerdelige werk is een complete mis, een Missa tota dat de volgende delen omvat: Kyrie, Gloria, Credo, Sanctus, Benedictus en Agnus Dei.
Puccini, telg van een eeuwenoud geslacht van componerende (kerk)musici, componeerde de Messa als afstudeerproject aan het Istituto Musicale Pacini. De eerste opvoering vond plaats in Lucca op 12 juli 1880. Het Credo was al geschreven én opgevoerd in 1878 en was door Puccini oorspronkelijk bedoeld als een zelfstandig werk. Het complete manuscript van de Messa werd door Puccini nooit gepubliceerd, en hoewel het werk goed ontvangen was bij de eerste uitvoering, werd het niet meer uitgevoerd tot 1952 (eerst in Chicago en daarna in Napels). Wel hergebruikte hij materiaal daaruit in andere composities. Muziek van het Agnus Dei werd gebruikt in zijn opera Manon Lescaut en dat van het Kyrie in Edgar.
Aan het einde van de Tweede Wereldoorlog verwierf Broeder Dante Del Fiorentino een oude kopie van het manuscript van de Vandini-familie in Lucca. Hij dacht dat het om het origineel ging. Het originele manuscript zelf, in het bezit van de familie Puccini, werd door zijn schoondochter aan Ricordi, Puccini's uitgever geschonken. Er volgde een geschil om de rechten, dat uiteindelijk werd opgelost door verdeling van de rechten tussen Ricordi en Mills Music, de uitgever van het Fiorentino-manuscript.

## Opname
- Puccini: Messa di Gloria (sic) José Carreras tenor, Hermann Prey bariton, London Philharmonic Orchestra, Claudio Scimone dirigent. Erato CD 48692